# Perisama parabomplandii
Perisama parabomplandii är en fjärilsart som beskrevs av Paul Dognin 1899. Perisama parabomplandii ingår i släktet Perisama och familjen praktfjärilar. Inga underarter finns listade i Catalogue of Life.